# Сонг Кинан
Сонг Кинан (англ. Song Kenan; род. 10 марта 1990, Таншань, Хэбэй) — китайский боец смешанного стиля, представитель полусредней весовой категории. Выступает на профессиональном уровне начиная с 2014 года, известен по участию в турнирах бойцовской организации UFC.

## Биография
Сун Кэнань родился 10 марта 1990 года в городском округе Таншань провинции Хэбэй, КНР.
С юных лет практиковал традиционные китайские боевые искусства, в том числе добился успехов в ушу-саньда. Учился в Техническом колледже провинции Хэбэй, где получил специальность сварщика.

### Начало профессиональной карьеры
Дебютировал в смешанных единоборствах на профессиональном уровне в октябре 2014 года, принудил своего соперника к сдаче с помощью «гильотины». Дрался в небольших китайских промоушенах, из большинства поединков выходил победителем, в том числе на турнире в Японии отметился победой над достаточно известным японским бойцом Санаэ Кикутой.
В августе 2015 года встретился в представителем Новой Зеландии Исраэлем Адесаньей и проиграл ему техническим нокаутом в первом раунде.

### Ultimate Fighting Championship
Имея в послужном списке 12 побед и только 4 поражения Сун привлёк к себе внимание крупнейшей бойцовской организации мира Ultimate Fighting Championship и в 2017 году подписал с ней долгосрочный контракт. В дебютном поединке в октагоне UFC, состоявшемся в ноябре в Шанхае, техническим нокаутом в первом раунде выиграл у американца Бобби Нэша — для этого ему потребовалось всего 15 секунд. При этом китайский боец заработал бонус за лучшее выступление вечера.
В июне 2018 года на турнире в Сингапуре техническим нокаутом во втором раунде победил Эктора Альдану.
В ноябре 2018 года на домашнем турнире в Пекине вышел в клетку против Алекса Мороно — противостояние между ними продлилось все отведённые три раунда, в итоге судьи единогласным решением отдали победу Мороно, и Сун таким образом потерпел первое поражение в организации. Оба бойца удостоились награды за лучший бой вечера.
В августе 2019 года на турнире в Шэньчжэне Сун Кэнань единогласным судейским решением выиграл у Деррика Кранца.

## Статистика в профессиональном ММА
| Боёв 31  | Побед 22 | Поражений 9 |
| -------- | -------- | ----------- |
| Нокаутом | 9        | 5           |
| Сдачей   | 9        | 0           |
| Решением | 4        | 4           |

| Результат | Рекорд | Соперник            | Способ                 | Турнир                                        | Дата            | Раунд | Время | Место                   | Примечание                                             |
| --------- | ------ | ------------------- | ---------------------- | --------------------------------------------- | --------------- | ----- | ----- | ----------------------- | ------------------------------------------------------ |
| Поражение | 22-9   | Муслим Салихов      | KO (удары)             | UFC Fight Night: Ян vs. Фигейреду             | 23 ноября 2024  | 1     | 3:49  | Макао, Китай            |                                                        |
| Победа    | 22–8   | Рикки Глен          | Единогласное решение   | UFC 305                                       | 17 августа 2024 | 3     | 5:00  | Перт, Австралия         |                                                        |
| Поражение | 21-8   | Кевин Жюссе         | Единогласное решение   | UFC Fight Night: Сун vs. Гутьеррес            | 9 декабря 2023  | 3     | 5:00  | Энтерпрайз, Невада, США |                                                        |
| Победа    | 21-7   | Роналдо Бедуа       | Единогласное решение   | UFC Fight Night: Холлоуэй vs. Корейский зомби | 26 августа 2023 | 3     | 5:00  | Каланг, Сингапур        |                                                        |
| Поражение | 20-7   | Иэн Гэрри           | TKO (удары)            | UFC 285                                       | 4 марта 2023    | 3     | 4:22  | Лас-Вегас, Невада, США  |                                                        |
| Поражение | 20-6   | Макс Гриффин        | KO (удары)             | UFC on ESPN: Брансон vs. Холланд              | 20 марта 2021   | 1     | 2:20  | Лас-Вегас, США          |                                                        |
| Победа    | 20-5   | Каллан Поттер       | KO (удары)             | UFC Fight Night: Felder vs. Hooker            | 23 февраля 2020 | 1     | 2:20  | Окленд, Новая Зеландия  |                                                        |
| Победа    | 19-5   | Деррик Кранц        | Единогласное решение   | UFC Fight Night: Andrade vs. Zhang            | 31 августа 2019 | 3     | 5:00  | Шэньчжэнь, Китай        |                                                        |
| Поражение | 18-5   | Алекс Мороно        | Единогласное решение   | UFC Fight Night: Blaydes vs. Ngannou 2        | 25 ноября 2018  | 3     | 5:00  | Пекин, Китай            | «Лучший бой вечера» (1)                                |
| Победа    | 18-4   | Эктор Альдана       | TKO (удары)            | UFC Fight Night: Cowboy vs. Edwards           | 23 июня 2018    | 2     | 4:45  | Каланг, Сингапур        |                                                        |
| Победа    | 17-4   | Бобби Нэш           | TKO (удары)            | UFC Fight Night: Bisping vs. Gastelum         | 25 ноября 2017  | 1     | 0:15  | Шанхай, Китай           | «Выступление вечера» (1)                               |
| Победа    | 16-4   | Ербота Йелухан      | Сдача (ножницы)        | Chin Woo Men: 2016-2017 Season, Stage 5       | 18 февраля 2017 | 1     | 2:13  | Гуанчжоу, Китай         |                                                        |
| Поражение | 15-4   | Брэд Ридделл        | TKO (удары)            | Glory of Heroes 6                             | 13 января 2017  | 2     | N/A   | Шэньчжэнь, Китай        |                                                        |
| Поражение | 15-3   | Эльнур Агаев        | Единогласное решение   | Road FC 34                                    | 19 ноября 2016  | 3     | 5:00  | Шицзячжуан, Китай       |                                                        |
| Победа    | 15-2   | Герхард Фойгт       | Сдача (удушение сзади) | Rebel FC 4                                    | 25 июня 2016    | 1     | 1:35  | Циндао, Китай           |                                                        |
| Победа    | 14-2   | Кэнта Такаги        | KO (удар)              | Superstar Fight: China vs Japan               | 16 апреля 2016  | 1     | N/A   | Чанша, Китай            |                                                        |
| Победа    | 13-2   | Оои Аик Тонг        | TKO (удары)            | Bullets Fly Fighting Championship 4           | 26 марта 2016   | 2     | 00    | Пекин, Китай            |                                                        |
| Победа    | 12-2   | Исаму Канадзава     | TKO (удары)            | Worldwide MMA Alliance                        | 8 января 2016   | 1     | N/A   | Токио, Япония           | Вернулся в полусредний вес                             |
| Победа    | 11-2   | Ношерван Ханзада    | TKO (удары)            | CKF 4: Day 1                                  | 19 декабря 2015 | 1     | N/A   | Пекин, Китай            | Дебют в среднем весе                                   |
| Победа    | 10-2   | Чжао Чжан           | TKO (удары)            | CKF 3                                         | 6 ноября 2015   | 1     | N/A   | Сиань, Китай            |                                                        |
| Поражение | 9-2    | Исраэль Адесанья    | TKO (удары)            | The Legend of Emei 3                          | 8 августа 2015  | 1     | 1:59  | Шахэ, Китай             | Бой в промежуточном весе 84,8 кг.                      |
| Победа    | 9-1    | Макшати Сайлик      | Сдача (гильотина)      | Rebel FC 3: The Promised Ones                 | 27 июня 2015    | 1     | 3:04  | Цяньань, Китай          |                                                        |
| Поражение | 8-1    | Инькан Бао          | Единогласное решение   | CKF                                           | 13 марта 2015   | 3     | 5:00  | Цяньань, Китай          | Бой в промежуточном весе 74,8 кг.                      |
| Победа    | 8-0    | Ёнхау Сю            | Сдача (удушение сзади) | RUFF CKF                                      | 6 января 2015   | 3     | 2:51  | Цяньань, Китай          | Бой в промежуточном весе 74,8 кг.                      |
| Победа    | 7-0    | Санаэ Кикута        | Единогласное решение   | Real 1                                        | 23 декабря 2014 | 2     | 5:00  | Токио, Япония           | Дебют в полусреднем весе; Сун не сделал вес (80,4 кг). |
| Победа    | 6-0    | Юбинь Чжан          | Сдача (рычаг локтя)    | CKF                                           | 15 ноября 2014  | 1     | 1:54  | Цяньань, Китай          | Бой в промежуточном весе 74,8 кг.                      |
| Победа    | 5-0    | Дачен Лю            | Сдача (рычаг локтя)    | CKF                                           | 27 октября 2014 | 1     | 2:51  | Цяньань, Китай          | Бой в промежуточном весе 79,8 кг.                      |
| Победа    | 4-0    | Хабити Туэрксунбике | Сдача (гильотина)      | CKF                                           | 14 октября 2014 | 2     | 0:58  | Цяньань, Китай          | Бой в промежуточном весе 79,8 кг.                      |
| Победа    | 3–0    | Наннан Хе           | TKO (удары)            | CKF 9/2                                       | 2 сентября 2014 | 1     | 3:00  | Цяньань, Китай          | Бой в промежутоном весе (79,8 кг).                     |
| Победа    | 2-0    | Вэньшуо Го          | Сдача (удушение сзади) | CKF 7/22                                      | 22 июля 2014    | 2     | 1:08  | Таншань, Китай          | Бой в промежуточном весе (79,8 кг)                     |
| Победа    | 1–0    | Фахриддин           | Сдача (удушение сзади) | Dragon Fighter International                  | 30 мая 2014     | 1     | N/A   | Баотоу, Китай           | Бой в промежуточном весе (176 фунтов)                  |